# Elena Vaenga
Elena Vaenga (tiếng Nga: Еле́на Ва́енга; sinh năm 1977) là một nữ nghệ sĩ Nga nổi tiếng. Cô là một ca sĩ, nhạc sĩ, nhà soạn nhạc, đồng thời là một diễn viên được nhiều người biết đến tại Nga.

## Thân thế
Elena, còn được viết là Yelena, có tên khai sinh là Elena Vladimirovna Khrulyova (Елена Владимировна Хрулёва), sinh ngày 27 tháng 1 năm 1977, tại Snezhnogorsk, Murmansk, Liên Xô. Ông ngoại cô là một Chuẩn đô đốc Hạm đội Phương Bắc Liên Xô, Vasily Semyonovich Zhuravel (Василий Семёнович Журавель)..

## Sự nghiệp âm nhạc
Elena biểu lộ năng khiếu âm nhạc từ rất sớm. "Những chú chim bồ câu" (Голуби) là bài hát đầu tiên được cô sáng tác khi mới lên 9, đã giành được một giải thưởng trong liên hoan các nhà sáng tác trẻ Liên Xô được tổ chức tại Murmansk. Nhờ đó, cô đã nhận được một suất đào tạo về nhạc cổ điển tại địa phương.
Sau khi tốt nghiệp Trung học, gia đình cô dời đến sống tại Sankt-Peterburg và theo học ngành biểu diễn piano và giáo viên thanh nhạc tại Nhạc viện N.A. Rimsky-Korsakov.
Elena tham gia biểu diễn hòa nhạc từ năm 19 tuổi. Năm 1998, cô chiến thắng trong cuộc thi "Bài hát được yêu thích của năm" của Sankt-Peterburg với bài hát "Người Di-gan". Sau khi tốt nghiệp tại Nhạc viện N.A. Rimsky-Korsakov, cô tiếp tục theo học một khóa học của G. Trostianetsky tại Học viện Sân khấu Sankt-Peterburg để thỏa mong ước thuở nhỏ là trở thành diễn viên. Tuy nhiên, việc học chỉ kéo dài được 2 tháng thì cô nhận được lời mời đến Matxcơva để thu âm album đầu tay.
Trong album đầu tiên, Elena hát các sáng tác của các một số nghệ sĩ Nga nổi tiếng lúc bấy giờ như Alexander Marshall, Tatiana Tishinskaja... Cô hoạt động ở Matxcơva trong một năm, sau đó trở lại Sankt-Peterburg. Tại đây, cô theo học khoa Nghệ thuật Sân khấu tại Học viện Kinh tế, Chính sách và Pháp luật Baltic và tốt nghiệp vào năm 2000.
Elena tiếp tục trở tại với sự nghiệp biểu diễn. Năm 2002, cô đạt giải thưởng "Bài hát trang nhã". Cô trở thành một ca sĩ được yêu thích, thường xuyên biểu diễn với Dàn hợp tấu Tháng Mười.
Năm 2009, cô đoạt giải "Đĩa vàng" với nhạc phẩm "Sương khói" (Курю). Năm sau, cô tiếp tục giành được giải "Đĩa vàng" với nhạc phẩm "Phi trường" (Аэропорт).